# تمی وینت
تمی وینت (انگلیسی: Tammy Wynette؛ زادهٔ ویرجینیا وینت پیو؛ ۵ مهٔ ۱۹۴۲ – ۶ آوریل ۱۹۹۸) خوانندهٔ آمریکایی بود. او یکی از تأثیرگذارترین و موفق‌ترین هنرمندان موسیقی کانتری محسوب می‌شود. وینت به همراه لورتا لین کمک کرد تا دیدگاه زن به موسیقی کانتریِ مردمحور راه یابد و به زنان دیگر کمک شد تا در این ژانر بازنمود داشته باشند. طرز آواز مختص خود از سوی منتقدان، روزنامه‌نگاران و نویسندگان برای بیان احساسات منحصر به فرد تحسین شده‌است. ۲۰ تک‌آهنگ او در طول دوران فعالیتش در صدر جدول کانتری بیلبورد قرار گرفتند. ترانهٔ مشهور او «کنار مردت بایست» به دلیل به تصویر کشیدن وفاداری زنان به همسرانشان مورد تحسین و انتقاد قرار گرفت.
وینت در شهرستان ایتوامبا، می‌سی‌سی‌پی به دنیا آمد و توسط مادر، ناپدری و پدربزرگ و مادربزرگ مادری‌اش بزرگ شد. در دوران کودکی، وینت در مزرعه خانواده‌اش پنبه درو می‌کرد اما آرزوی خواننده شدن را نیز داشت. او در سال‌های نوجوانی موسیقی اجرا می‌کرد و در ۱۷ سالگی ازدواج کرد. با چندین شکست زناشویی، وینت در مدرسه آرایشگری ثبت نام کرد و سپس در یک برنامه تلویزیونی موسیقی کانتری محلی حضور یافت. او سپس طلاق گرفت و به نشویل، تنسی نقل مکان کرد تا در سال ۱۹۶۵ فعالیتش در موسیقی کانتری را دنبال کند. او به زودی با همسر دومش آشنا شد و در نهایت با اپیک رکوردز قرارداد بست. اولین تک‌آهنگ او در سال ۱۹۶۶ به نام «آپارتمان شماره ۹» به تهیه‌کنندگی بیلی شریل منتشر شد. در سال ۱۹۶۷، او موفقیت تجاری خود را با تک‌آهنگ «دختر خوبت بد خواهد شد» به دست آورد.
وینت به‌طور تخمینی ۳۰ میلیون از آثارش را در سراسر جهان به فروش رساند. او دو جایزهٔ گرمی، سه جایزهٔ انجمن موسیقی کانتری و دو جایزهٔ آکادمی موسیقی کانتری کسب کرد. وینت یکی از نخستین نوازندگان زن موسیقی کانتری بود که از سوی انجمن صنعت ضبط موسیقی ایالات متحده آمریکا دارای گواهی طلا و پلاتین بود. تأثیر او به عنوان هنرمند موسیقی کانتری منجر به ورود به چندین انجمن موسیقی شد که شامل ورود به تالار مشاهیر موسیقی کانتری و تالار مشاهیر ترانه سرایان نشویل می‌شود.